# Polotsk
Polotsk (hviderussisk: По́лацк, tr. Polatsk; russisk: Полоцк, tr. Polotsk; litauisk: Polockas; polsk: Połock) er en historisk by i Hviderusland, beliggende ved floden Daugava floden. Byen er centrum for Polotsk distrikt i Vitsebsk oblast og har 85.126 indbyggere(2015). Byen betjenes af Polotsk lufthavn, under den kolde krig lå Borovitsy flybase nær ved.

## Historie
Polotsk er første gang omtalt i skriftlige kilder i 862 (Nestorkrøniken). Byen har en lang historie, og var den vigtigste by i Fyrstedømmet Polotsk i middelalderen.
I 1240 blev Polotsk en vasalstat i det litauiske storfyrstendømme. Storfyrsten af Litauen, Vytenis annekterede byen med militær magt i 1307 og afsluttede den proces, som de litauiske fyrster indledte i 1250'erne. Polotsk modtog garantier om selvstyre: Storfyrsterne vil ikke indføre nyt, eller ødelægge det gamle. Det var den tidligste garanti af denne type storfyrstendømmet udstedte. Ved besættelsen Polotsk fik storfyrstendømmet kontrol over Daugava handelsrute, som var vigtig for de omkringliggende økonomier. Polotsk fik Magdeburgrettigheder i 1498, og byen var hovedby i Polotsk voivodskab i den polsk-litauiske realunion indtil 1772. Polotsk blev besat af Ivan den Grusomme i 1563, men ført tilbage til Storfyrstendømmet Litauen 15 år senere.
Efter Polens første deling i 1772 blev Polotsk russisk. Byen mistede herefter en del betydning, men var blandt andet hjemstedet for to slag under Napoleons felttog i Rusland i 1812. Ved det første slag ved Polotsk standsede den russiske hær Napoleons Grande Armées fremmarch mod hovedstaden Sankt Petersborg.
Polotsk er kendt for Skt. Sofia-katedralen, opført 1044-1066.

## Kulturarv
Byens katedral Skt. Sofia var et symbol på selvstændighedstrangen i Polotsk. Der er kirker med samme navn i Novgorod og Kijev, alle kirkerne har taget navn efter den oprindelige Hagia Sophia i Konstantinopel. Katedralen blev ødelagt af russiske tropper under Peter den Store. Det nuværende barokanlæg af Johann Christoph Glaubitz daterer sig fra midten af 1700-tallet. Ægte 1100-tals arkitektur har overlevet i klosteret Skt. Euphrosyne, som også har en neo-byzantinsk katedral, der er tegnet og bygget i 1893-1899 af Vladimir Korsjikov.

## Kendte personer
- Rogvolod (norrønt: Ragnvald)
- Rogneda af Polotsk (norrønt: Ragnhild)
- Vseslav af Polotsk
- Sofia af Minsk
- Andrei af Polotsk (Søn af Algirdas)
- Symeon fra Polotsk
- Francysk Skaryna
- Mary Antin

## Galleri
- Realunionens belejring af Polotsk under Storfyrste Stefan Báthory i 1579
- Polotsk i 1600-tallet
- Slaget ved Polotsk 1812
- Skt. Sofia katedralen
- Daugava med Skt. Sofia katedralen i baggrunden
- Skt. Euphrosyne klosteret